# سلام آنه: پیش از گرین گیبلز
سلام آنه: پیش از گرین گیبلز یا  آنه پیش از گرین گیبلز (به ژاپنی: こんにちは アン 〜Before Green Gables) یک مجموعه تلویزیونی انیمه ۳۹ قسمتی است که توسط استودیو نیپون انیمیشن ساخته شده‌است. پخش آن از ۵ آوریل ۲۰۰۹ در شبکه انیماکس آغاز شده و در اواخر دسامبر همان سال به پایان رسید. این داستان سال‌های اولیه شخصیت اصلی، آن شرلی را روایت می‌کند که پدر و مادرش را از دست می‌دهد عمه‌اش، جوانا، او را به خانهٔ خود می‌آورد.

## تولید و توسعه
این مجموعه که در رمان «آن گرین گیبلز» اثر لوسی ماد مونتگومری در سال ۱۹۰۸ معرفی شد، صدمین سالگرد انتشار رمان اصلی و سی‌امین سالگرد اقتباس از انیمه بسیار محبوب آن، آن شرلی با موهای قرمز است، که همچنین توسط نیپون انیمیشن و یکی از اولین پیشگامان جهان ساخته شده است. این سریال توسط ایکو هیسامورا روایت می‌شود که نقش آن را در آن شرلی با موهای قرمز اصلی بازی کرده است. در حین توسعه مجموعه، کارکنان نیپون انیمیشن با بازدید از یک دهکده تاریخی در جنوب شرقی کانادا که الهام‌بخش آوونلیا در رمان بود، به خانه‌های تاریخی حفظ شده از دورانی که رمان در آن روایت می‌شود رفتند و با اعضای اصلی کارمندان عکس گرفتند و تحقیق کردند. و طراح شخصیت و کارگردان اصلی انیمیشن تاکایو نیشیمورا (که قبلاً کارگردان اصلی انیمیشن و طراح شخصیت برای ۵ سانتی‌متر بر ثانیه بود)، بر اساس شخصیت‌ها، وسایل و تنظیمات بر اساس آن‌ها و همچنین از کتاب‌های تاریخی که از آنجا خریداری کرد. کارکنان نیپون انیمیشن این قالب از تحقیقات زمینه‌ای را در حین تولید سایر مجموعه‌های تئاتر شاهکار جهانی دنبال کرده‌اند. این سریال برای اولین بار در ۵ آوریل ۲۰۰۹ پخش شد و هر یکشنبه از ساعت ۱۹:۳۰ تا ۲۰:۰۰ JST از شبکه ماهواره‌ای پخش کننده تلویزیون فوجی BS-Fuji پخش شد. از ماه می ۲۰۰۹، از شبکه اسکای PerfecTV! Animax نیز پخش شد. پخش آنلاین در Biglobe اعلام شد، اما در نهایت به حالت تعلیق درآمد.

## کارکنان
- کارگردان: کاتسویوشی یاتابه
- آهنگسازی و فیلمنامه سریال: میچیرو شیمادا
- طراحی شخصیت اصلی: یاشیهارو ساتو
- طراحی شخصیت و کارگردان اصلی انیمیشن: تاکایو نیشیمورا
- موسیقی: یاسوهارو تاکاناشی، هیرومی میزوتانی، کنجی فوجیساوا
- مدیر هنری: شیگرو موریموتو
- طرح رنگ: توموکو کوماتسوبارا
- تولید: نیپون انیمیشن

## شخصیت‌ها
آن شرلی

در زبان اصلی صداپیشگی این نقش را رینا هیداکا و در زبان فارسی مریم شیرزاد انجام داده‌است.
جوآنا (هریگان) توماس
در زبان اصلی صداپیشگی این نقش را سیکو تامورا انجام داده‌است.
عمه آن، همسر برت و مادر الیزا، هوراس، ادوارد، هری و نوآ. او دائماً در حال تلاش برای تامین هزینه‌های زندگی است و به همین دلیل اغلب در حال بد خلقی است.
برت توماس
صداپیشه: ستوجی ساتو
شوهر جوآنا و پدر الیزا، هوراس، ادوارد، هری و نوآ. به دلیل تنبلی و اعتیاد به الکل، نمی‌تواند کار خود را حفظ کند، معمولاً هر چه پول را که از کارهای عجیب و غریب به دست می‌آورد، خرج مشروبات الکلی می‌کند.
الیزا توماس
در زبان اصلی صداپیشگی این نقش را ریکا واکوزاوا و در زبان فارسی شایسته تاج‌بخش انجام داده‌است.
اولین دختر خانواده توماس و تنها کسی که درآمدی برای خانواده دارد. او مانند فرزندش از آن مراقبت می‌کند، اما بعداً با راجر امرسون ازدواج می‌کند و مجبور به ترک کردن خانه و آن می‌شود.
هوراس توماس
صداپیشه: یومیکو کوبایاشی
اولین پسر خانواده توماس
ادوارد توماس
صداپیشه: چیاکی شیموگاما
دومین پسر خانواده توماس
هری توماس
صداپیشه: تائکو کاواتا
سومین پسر خانواده توماس
نوآ توماس
در زبان اصلی صداپیشگی این نقش را ساتومی کوروگی و در زبان فارسی شایسته تاج‌بخش انجام داده‌است.
چهارمین پسر خانواده توماس
جسی (مک اینتایر) گلیسون
صداپیشه: میتسوکو هوری
پیرمرد بیوه با مقام بزرگ
لوچینوار
گربه همراه آن. نام او از بیتی از شعر (مارمیون) اثر والتر اسکات گرفته شده است.
روایتگر
در زبان اصلی صداپیشگی این نقش را ماساکو ایکدا و در زبان فارسی نصرالله مدقالچی انجام داده‌است.